# Astrebla
Astrebla là một chi thực vật có hoa trong họ Hòa thảo (Poaceae).

## Loài
Chi Astrebla gồm các loài: